# Conservatoire du Bégonia
Le conservatoire du Bégonia est un musée municipal situé à Rochefort, ville bénéficiant du prestigieux label de villes et pays d'art et d'histoire, au patrimoine urbain d'une exceptionnelle richesse historique, architecturale et culturelle. La collection est labellisée « Collection nationale CCVS » par le Conservatoire des collections végétales spécialisées

## Présentation
Le Conservatoire du Bégonia est, au même titre que la  Maison de Pierre Loti et le Musée Hèbre de Saint-Clément, l'un des trois musées municipaux de Rochefort. C'est le plus grand d'Europe dans sa spécialité.
Le Conservatoire du Bégonia apparait comme une sorte de jardin botanique spécialisé dans la conservation des bégonias.
Situé en marge du cœur historique de la ville, étant implanté en bordure de la Charente dans une immense zone horticole, ce musée-conservatoire souffre d'une faible fréquentation bien qu'il soit mentionné dans un certain nombre de guides touristiques comme le Guide Vert Michelin et sur le site de l'office de tourisme Rochefort Ocean, de la Charente-Maritime et de Poitou-Charentes.

## Historique
L'origine de ce conservatoire est étroitement liée à l'histoire de la ville et de son passé maritime.
En effet, le nom de la plante, le bégonia, tire son origine de Michel Bégon, intendant de la Marine de Rochefort au XVIIe siècle et fervent collectionneur de plantes. Ce dernier envoya en 1688 un moine botaniste, du nom de Charles Plumier, aux Antilles afin d'étudier les fleurs des milieux tropicaux. C'est lors de ce voyage que Plumier découvrit la plante qu'il baptisa du nom de bégonia, en l'honneur de l'épouse de son bienfaiteur.
Grâce à leurs efforts, Rochefort devint renommée pour ses importations de plantes exotiques durant les XVIIe et XVIIIe siècles, spécialement pour le café. 

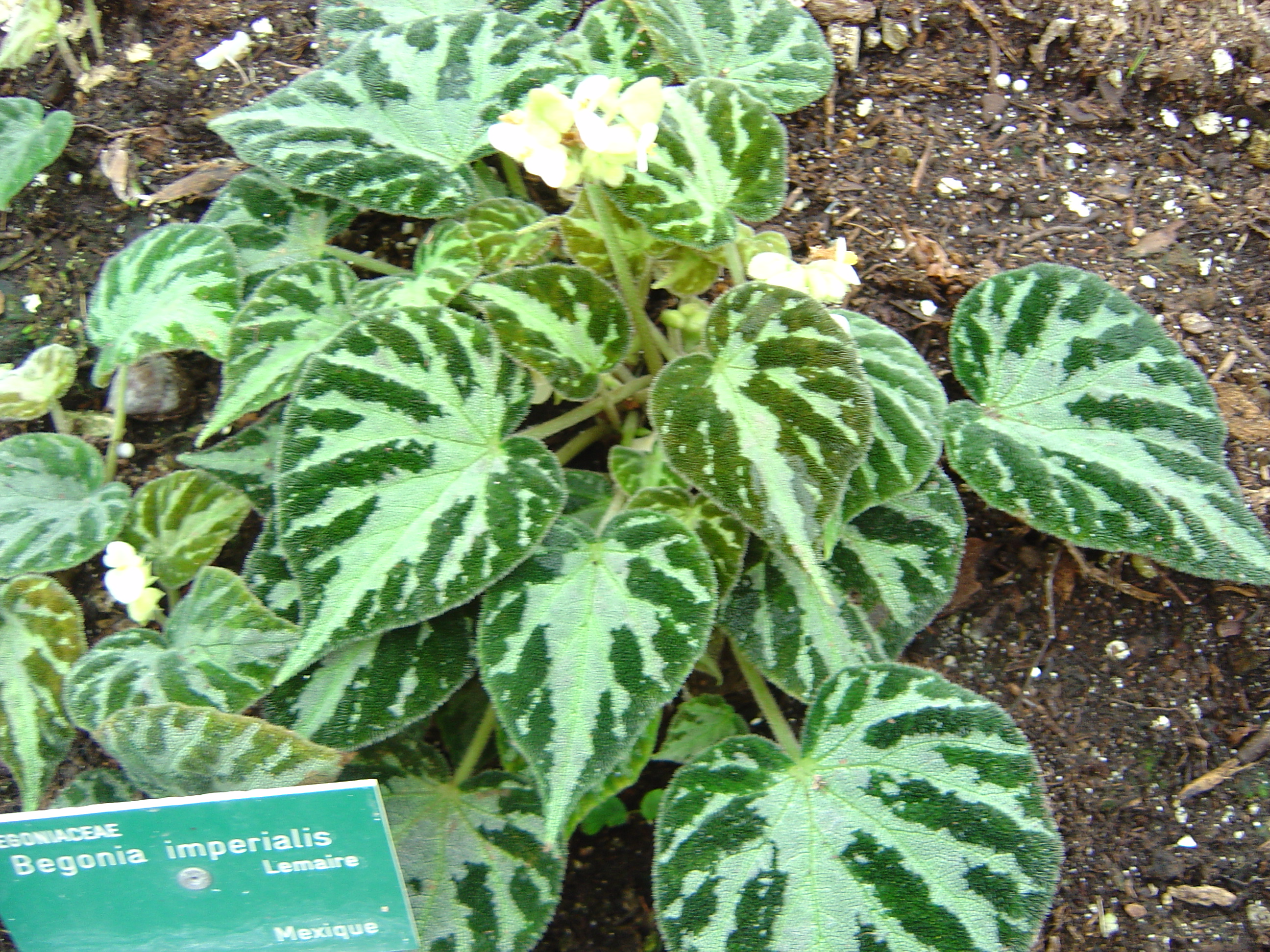
Le Begonia imperialis une des nombreuses espèces de bégonia visibles au Conservatoire du Bégonia de Rochefort

Originaires d'Amérique tropicale, d'Asie du Sud-Est ou d'Afrique de l'Ouest, les bégonias sont cultivés comme plantes ornementales depuis le XIXe siècle.
L'idée de la municipalité de Rochefort d'établir une serre de bégonias pour célébrer la mémoire de l'illustre intendant Bégon eut son opportunité en 1986. En avril de cette année-là, la ville de Rochefort décide de faire l'acquisition de la collection Millerioux, un horticulteur de la cité spécialisé dans la culture des bégonias. La serre comportait alors 200 espèces de bégonias botaniques et hybrides.
En novembre 1988, la collection a investi une serre suffisamment volumineuse et spacieuse d'une surface de 650 m2 afin de faciliter le développement des végétaux de sorte que, très rapidement, la ville devint l'une des toutes premières serres mondiales de conservation et de culture de bégonias.
Puis la municipalité en fit un musée municipal et l'ouvrit au public en 1990.
En 1993, la serre fut agrandie de 350 m2 afin d'y recevoir notamment des plantes de l'Amérique du Sud et du Cameroun grâce à des achats, des expéditions et des échanges.
En février 2010, le Conservatoire a été élargi par la réalisation d'un nouvel espace muséographique de 100 m2 avec facilité d'accès pour les personnes à mobilité réduite.
Aujourd'hui, le Conservatoire du Bégonia est agréé "Collection Nationale"  et se décrit lui-même comme ayant la plus importante collection de bégonias du monde.

## Muséographie
S'étendant sur 1 100 m2 de serres couvertes, cette Serre Conservatoire du Bégonia est devenue une sorte de vitrine de l'écologie tropicale et fait de Rochefort la "capitale du bégonia".
L'espace muséal se présente sous deux formes de serres aux aménagements différents et complémentaires.

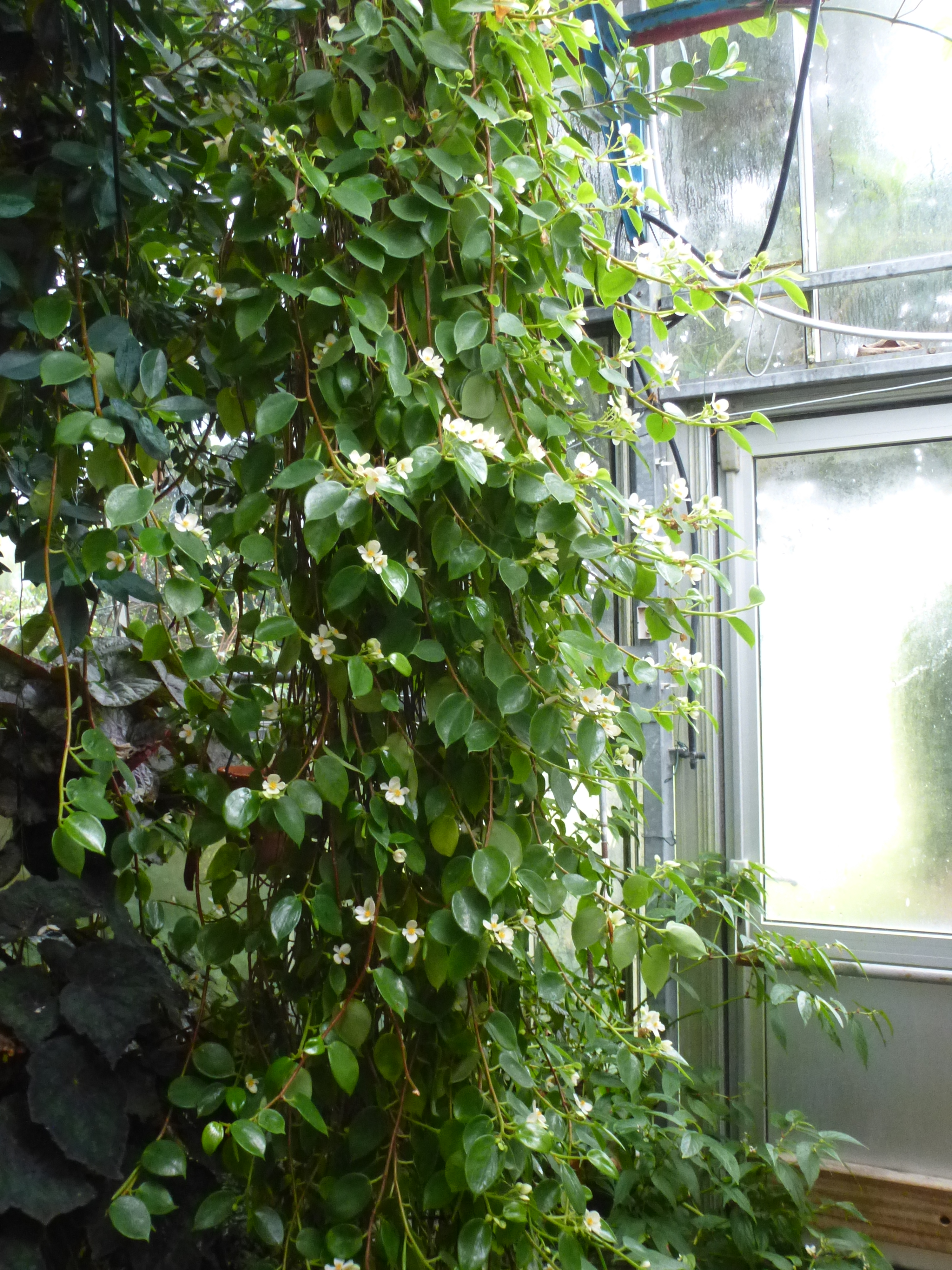
Begonia molleri en fleurs dans la serre du conservatoire. 2015

L'immense serre de 1 000 m2, construite en novembre 1988, renferme aujourd'hui 1 500 bégonias qui se répartissent sous quatre formes traditionnelles. Le « genre Begonia » est composé de 2 200 bégonias botaniques (espèces, sous-espèces, formes et variétés) et près de 13 000 espèces hybrides ou « cultivars » existant ou ayant existé sont présents dans le monde depuis 1845, ce qui en fait l'un des genres les plus riches du règne végétal. Cette serre dispose d'une mise en scène qui met en valeur l'évolution des plantes au fil des années grâce aux aménagements intérieurs successifs.
La seconde serre, qui est la plus récente, a été inaugurée en février 2010. Elle s'étend sur une surface de 100 m2 avec une scénographie très recherchée, composée de grands panneaux originaux informant sur les bégonias, d'allées spacieuses et d'une ambiance digne des forêts tropicales luxuriantes. Ce nouveau hall de réception et d'exposition avec ses équipements scénographiques ont également été aménagés en vue de faciliter l'accès aux personnes handicapées.
Ce nouvel espace à la fois didactique et confortable est appelé à sortir de sa trop grande discrétion, due en grande partie à sa situation excentrée par rapport au cœur historique de la ville.